# Franz Werner
Franz Dominicus Werner, född mars 1760, död 25 oktober 1807 i Stockholm, var en svensk trumpetare vid Kungliga hovkapellet.

## Biografi
Franz Werner föddes 1760. Han var från omkring 1792 till 1807 trumpetare vid Kungliga hovkapellet i Stockholm. Werner avled 1807.

### Familj
Werner var gift med Sofia Albertina Theel.